# Bounty Killer (cantante)
Bounty Killer, pseudonimo di Rodney Basil Price (Kingston, 12 giugno 1972), è un cantante giamaicano di musica reggae, in particolare dancehall.

## Biografia
Dopo una difficile infanzia vissuta nel ghetto giamaicano, esordì nei primi anni novanta con due album "Down In The Ghetto" e "Face To Face". Quest'album gli fece avere un buon successo in tutta l'America.
Il vero successo però arrivò solo nel 1997 con "Hip Hopera", singolo contenuto nel cd "Ghetto Gramma" che vide la collaborazione dei Fugees.
I suoi ultimi lavori risalgono al 2002: "Ghetto Dictionary:The Art of War" e "Ghetto Dictionary: The Mistery".

## Discografia
- 1994 - Roots, Reality & Culture
- 1994 - Jamaica's Most Wanted
- 1994 - Guns Out
- 1994 - Face to Face
- 1994 - Down In The Ghetto
- 1995 - No Argument
- 1996 - My Xperience
- 1997 - Ghetto Gramma
- 1998 - Next Millennium
- 1999 - 5th Element
- 2002 - Ghetto Dictionary: The Mystery
- 2002 - Ghetto Dictionary: The Art of War
- 2006 - Nah No Mercy: The Warlord Scrolls